# 宇都宮遯庵
宇都宮 遯庵（うつのみや とんあん）は、江戸時代の儒学者。名は由的。号は遯庵の他に頑拙。また、宇都宮三近、宇都宮熊的とも呼ばれる。

## 生涯
周防国岩国で生まれる。父は岩国領主吉川氏に奏者番（家禄300石）として仕えていた。祖父の宇都宮杢之允は後に錦帯橋と呼ばれる橋の建設の指揮を採っていた普請奉行であった。遯庵も岩国領3代領主・吉川広嘉に仕えていたが、17歳の頃、広嘉の命により京都に上って、松永尺五に師事。儒学程朱学派に属して学んだ。木下順庵・安東省菴・宇都宮遯庵の3人で、尺五学派の三庵と称された。
明暦3年（1657年）に帰郷して、朱子学を広めたが、延宝3年（1675年）と延宝8年（1680年）の2度にわたって著作「日本古今人物史」で、豊臣家臣・中川清秀のキリスト教関係記述部分について、幕府から指摘を受け、岩国で数年間の禁錮に処された。
その後、京都に上ったが、岩国領4代領主・吉川広紀の招きにより帰郷した。朱子学を教える塾を開き、多くの門弟を集め、周防吉川領での教育に従事した。また周防国徳山藩主・毛利元次に招かれて、徳山でも朱子学を広めた。
大正4年（1915年）、正五位を追贈された。

## 弟子
- 香川水月斎
- 宮庄閑鷗斎
- 戸川整斎

## 著作
- 日本古今人物志
- 四書標注
- 遯庵詩集
- 三体詩詳解
- 杜律標注
- 文選音註
- 小学詳解
- 職原抄首書
- 蒙求詳説
- 蒙求爵位考
- 近思録標注
- 錦繍段標注
- 千家詩標注

## 錦帯橋と遯庵

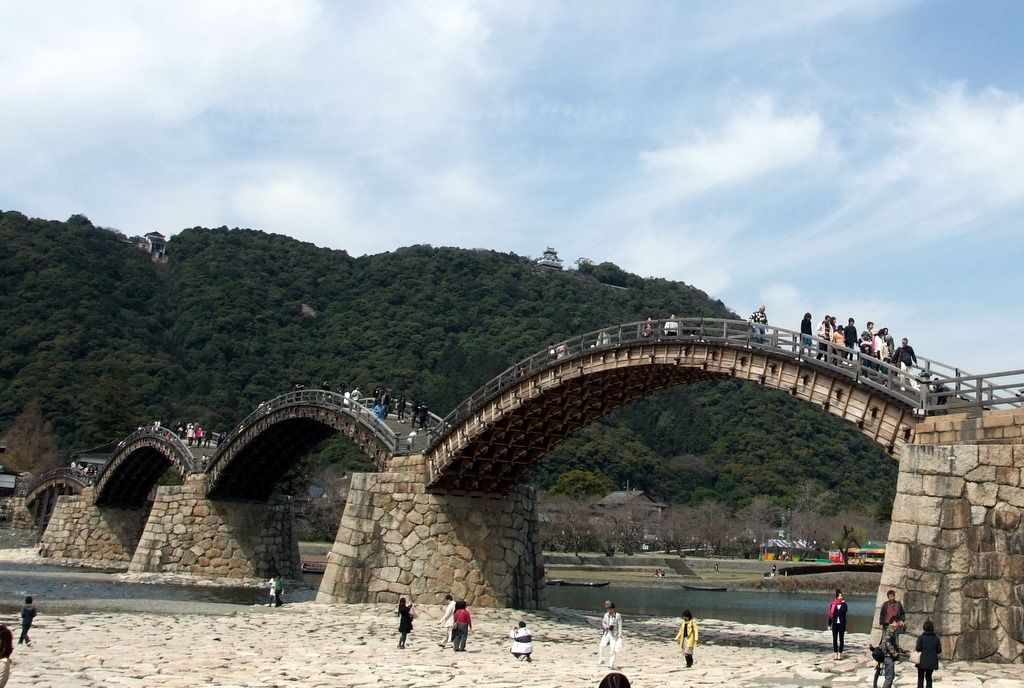
錦帯橋（2009年3月）

岩国の観光名所である錦帯橋、この名は創建当時に名付けられたものではなく、宝永3年（1706年）に遯庵が記した「極楽寺亭子記」の記述の中に「これを凸凹というは模様の似たるをもってなり。また錦帯橋という。錦見の里に近きをもってなり。」という部分があり、これが錦帯橋の記録における初見である。
この錦帯橋という名前は、当時、明国の禅僧・独立性易が岩国に滞在していた時に遯庵が教えを請い、中国の古書「西湖志」に出てくる錦帯橋という名前を岩国の橋に名付けたことがきっかけとされる。